# Franco Cuter
Franco Cuter (ur. 28 lipca 1940 w Gazzaniga, zm. 28 września 2019 w Varese) – brazylijski duchowny rzymskokatolicki, w latach 1998-2016 biskup Grajaú.

## Życiorys
Święcenia kapłańskie przyjął 26 marca 1966. 21 stycznia 1998 został prekonizowany biskupem Grajaú. Sakrę biskupią otrzymał 19 marca 1998. 7 grudnia 2016 przeszedł na emeryturę.